# Jerzy Gorgoń
Jerzy Paweł Gorgoń (Zabrze, 1949. július 18. –), lengyel válogatott labdarúgó.
A lengyel válogatott tagjaként részt vett az 1974-es és az 1978-as világbajnokságon, illetve az 1972. és az 1976. évi nyári olimpiai játékokon.

## Sikerei, díjai
Górnik Zabrze
- Lengyel bajnok (2): 1970–71, 1971–72
- Lengyel kupagyőztes (5): 1968, 1969, 1970, 1971, 1972
- Kupagyőztesek Európa-kupája (KEK) – döntős: 1969–70

Lengyelország
- Világbajnoki bronzérmes (1): 1974
- Olimpiai bajnok (1): 1972
- Olimpiai ezüstérmes (1): 1976